# صلحا
صلحة تكتب أحيانًا صلحا، بمعنى 'المكان الحسن/السليم'، كانت قرية فلسطينية عربية تقع 12 كيلومتر شمال غرب صفد. وضعت اتفاقية الحدود الفرنسية البريطانية لعام 1920 صلحة ضمن حدود الانتداب الفرنسي على لبنان، وبهذا تم تصنيفها كجزء من الأراضي اللبنانية. وكانت واحدة من القرى الـ 24 المنقولة من الانتداب الفرنسي على لبنان للسيطرة البريطانية في عام 1924 وفقاً لترسيم الحدود لعام 1923 بين فلسطين الانتدابية والانتداب الفرنسي على سوريا ولبنان. وبالتالي شكلت جزءاً من فلسطين حتى عام 1948.
في إطار خطة الأمم المتحدة لتقسيم فلسطين، كانت صلحة ستدرج في الدولة العربية المقترحة، بينما كان الحد الفاصل بينها وبين الدولة اليهودية المقترحة سيسير شمال المنطقة المبنية من القرية.
خلال الحرب العربية الإسرائيلية 1948، كانت صلحة موقعًا لمجزرة قامت بها القوات الإسرائيلية قبل وقت قصير من تهجير سكان القرية تماماً. الهياكل المبنية في القرية، باستثناء مدرسة ابتدائية للبنين، دمرت أيضًا.

## اليوم
سلمان أبو ستة، مؤلف أطلس فلسطين، يقدر أن عدد اللاجئين الفلسطينيين من صلحة في عام 1998 كان 7,622 شخصًا.
مما تبقى من هياكل صلحة المبنية اليوم، يكتب وليد الخالدي، «المعلم التاريخي الوحيد المتبقي هو مبنى طويل (والذي قد يكون مدرسة) مع العديد من النوافذ العالية. الموقع منطقة مسطحة، معظمها مزروع. الجزء الأكبر من الأراضي المحيطة مزروعة من قبل المزارعين الإسرائيليين بأشجار التفاح.»
البلدتين اليهوديتين الإسرائيليتين يرؤون وأفيفيم تقعان على الأراضي السابقة لصلحة.

## روابط خارجية
- صَلْحَة ترحب بكم
- Survey of Western Palestine, map 4: IAA, Wikimedia commons
- Saliha, from the مركز خليل السكاكيني الثقافي
- Saliha, Dr. Khalil Rizk.